# 三姓公溪
三姓公溪又稱三聖公溪、三姓溪，位於臺灣新竹。發源於竹東丘陵西部的古車路山，流經新竹平原，最後注入臺灣海峽。

## 詞源
據臺灣省文獻會出版的臺灣地名辭書記載，相傳於清代曾有許、陳、曾三姓族人十餘名，在今日三姓橋的位置遭臺灣原住民殺害，後人在溪畔建祠祀之，稱為三姓公廟，而溪也因此稱為三姓公溪。

## 水文

### 源頭和上游
三姓公溪主流長7.5公里，流域總面積為10.64平方公里，佔新竹市總面積的10%。三姓公溪有兩條主要支流：源於古車路山附近的北坑和源於永春芒山東麓的南坑。這兩條支流皆位於竹東丘陵的西部。

#### 北坑
北坑的源頭是在竹東丘陵八分寮山系中一個海拔100米左右的摩天嶺的一條小溪，距離青草湖約1500米。溪水先流入摩天嶺與石渣崙山附近的低地，匯集源自於茄苳湖山的支流，經茄苳湖山區後北流，至富群社區折向西北，納獅頭山南坡的支流，經內獅、獅頭，至玄奘大學前納韮菜坑溪，續流至隘口與南坑合流。

#### 南坑
南坑發源於永春芒山東麓，匯集附近諸山溪之水向北流，經柑林溝，在國民城納入來自青青草原的支流，北流至隘口與北坑合流。

### 下游沖積平原
三姓公溪自隘口以下，出竹東丘陵進入新竹平原，汀甫圳在三姓橋穿越三姓公溪而過。三姓公溪彎繞穿越香山工業區，流經浸水、大庄里後，入海之前，受到沙丘的阻擋，形成廣大的香山濕地。在香山濕地北部與客雅溪合流，轉向西南注入臺灣海峽。

### 水系主要河川
- 三姓公溪：新竹市香山區
  - 北坑溪：新竹市香山區
    - 韮菜坑溪：新竹市香山區

  - 南坑溪：新竹市香山區